# العلاقات النمساوية الروسية
العلاقات النمساوية الروسية هي العلاقات الثنائية التي تجمع بين النمسا وروسيا.

## التاريخ

### التاريخ المبكر
كانت الأراضي التي هي الآن جزءًا من النمسا مجموعة من إقطاعات آل هابسبورغ وكان كبيرهم أيضًا الإمبراطور الروماني المقدس من القرن الخامس عشر. كان تاريخ النمسا في العلاقات الدولية خلال هذه الفترة الزمنية مرادفًا للسياسة الخارجية لهابسبورغ. كانت روسيا غير مهتمة في الشؤون الأوروبية قبل بطرس الأكبر (1682-1725) ولكن كانت هناك اتصالات بين الإمبراطور الروماني المقدس وقياصرة مسكوفي وأبرز هذه الاتصالات السفارة التي قادها هيربرتيين في القرن السادس عشر. بين هاتين الملكيتان الكبيرتان استقر الكومنولث البولندي الليتواني والإمبراطورية العثمانية. ومع ذلك، كما وسعت هابسبورغ نطاقها (غالبًا ما تُختصر بقول «النمسا» وذلك على اسم مقاطعتها المركزية أرشدوقية النمسا) الجنوبي والشرقي وسعت روسيا نطاقها من الجنوب والغرب، وأصبحت العلاقة بين الملكيتين ضرورية للأمن الأوروبي.
عندما أُعلن عن بطرس الأكبر إمبراطورًا في عام 1721، تأخر اعتراف آل هابسبورغ به وبمن خلفوه بلقبهم الإمبراطوري، حتى عام 1742، أثناء حرب الخلافة النمساوية. خلق دخول روسيا في الشؤون الأوروبية تحالفًا متكررًا بين روسيا والنمسا موجهًا في كثير من الأحيان ضد العثمانيين وفرنسا. كانت روسيا والنمسا حليفتين خلال حرب الخلافة البولندية (1733-1738)، وحرب الخلافة النمساوية (1740-1748)، وحرب السنوات السبع (1756-1763)، ومن 1787 إلى 1791، شنت كلتا الملكيتين حروبًا منفصلة ضد العثمانيين (الحرب العثمانية النمساوية (1787-1791) والحرب الروسية العثمانية (1787-1792). شاركت كلا البلدين في التقسيم الأول والثالث لبولندا.
لا يحد البلدان بعضهما البعض حتى التقسيم الثاني لبولندا. خلق مجيء الثورة الفرنسية تضامنًا أيديولوجيًا بين الملكيات المطلقة بما في ذلك روسيا والنمسا، اللتان حاربتا فرنسا خلال الحروب الثورية الفرنسية والحروب النابليونية.

## مقارنة بين البلدين
هذه مقارنة عامة ومرجعية للدولتين:
| وجه المقارنة                                              | النمسا                                                    | روسيا                                   |
| --------------------------------------------------------- | --------------------------------------------------------- | --------------------------------------- |
| المساحة (كم2)                                             | 83.86 ألف                                                 | 17.08 مليون                             |
| عدد السكان (نسمة)                                         | 8.81 مليون                                                | 146.80 مليون                            |
| الكثافة السكانية (ن./كم²)                                 | 105.06                                                    | 8.59                                    |
| العاصمة                                                   | فيينا                                                     | موسكو                                   |
| اللغة الرسمية                                             | اللغة الألمانية، لغة الإشارة النمساوية ‏                   | اللغة الروسية                           |
| العملة                                                    | يورو، شلن نمساوي، رايخ مارك، شلن نمساوي                   | روبل روسي                               |
| الناتج المحلي الإجمالي (بليون دولار)                      | 416.60 مليار                                              | 1.58 تريليون                            |
| الناتج المحلي الإجمالي (تعادل القوة الشرائية) بليون دولار | 426.99 مليار                                              | 3.69 تريليون                            |
| الناتج المحلي الإجمالي الاسمي للفرد دولار أمريكي          | 43.77 ألف                                                 | 9.09 ألف                                |
| الناتج المحلي الإجمالي للفرد دولار أمريكي                 | 47.68 ألف                                                 |                                         |
| مؤشر التنمية البشرية                                      | 0.885                                                     | 0.798                                   |
| رمز المكالمات الدولي                                      | +43                                                       | +7                                      |
| رمز الإنترنت                                              | .at                                                       | .ru، .рф، .рус ‏، .su                    |
| المنطقة الزمنية                                           | توقيت وسط أوروبا، ت ع م+01:00، ت ع م+02:00، أوروبا/فيينا ‏ | Magadan Time ‏، ت ع م+02:00، ت ع م+12:00 |

## مدن متوأمة
في ما يلي قائمة باتفاقيات التوأمة بين مدن نمساوية وروسية:
- ترتبط فيينا مع موسكو باتفاقية توأمة منذ 20 نوفمبر 1990.
- ترتبط لينتس مع نيجني نوفغورود باتفاقية توأمة منذ 6 مايو 1983.[16]
- ترتبط غراتس مع سانت بطرسبرغ باتفاقية توأمة منذ 7 نوفمبر 1972.[17][17]

## منظمات دولية مشتركة
يشترك البلدان في عضوية مجموعة من المنظمات الدولية، منها:
| علم المنظمة | اسم المنظمة                        | تاريخ انضمام النمسا | تاريخ انضمام روسيا |
| ----------- | ---------------------------------- | ------------------- | ------------------ |
|             | منظمة الشرطة الجنائية الدولية      | ?                   | 27 سبتمبر 1990     |
|             | الاتحاد البريدي العالمي            | ?                   | ?                  |
|             | منظمة التجارة العالمية             | ?                   | 22 أغسطس 2012      |
|             | الفريق المعني برصد الأرض           | ?                   | ?                  |
|             | مجموعة الموردين النوويين           | ?                   | ?                  |
|             | مؤسسة التنمية الدولية              | 28 يونيو 1961       | 16 يونيو 1992      |
|             | منظمة الأمن والتعاون في أوروبا     | 25 يونيو 1973       | 1992               |
|             | مؤسسة التمويل الدولية              | 28 سبتمبر 1956      | 12 أبريل 1993      |
|             | مجلس أوروبا                        | ?                   | 28 فبراير 1996     |
|             | منظمة حظر الأسلحة الكيميائية       | ?                   | ?                  |
|             | الأمم المتحدة                      | 14 ديسمبر 1955      | 24 أكتوبر 1945     |
|             | الاتحاد الدولي للاتصالات           | 1866                | 1866               |
|             | البنك الدولي للإنشاء والتعمير      | 27 أغسطس 1948       | 16 يونيو 1992      |
|             | وكالة ضمان الاستثمار متعدد الأطراف | 16 ديسمبر 1997      | 29 ديسمبر 1992     |
|             | نظام تحكم تكنولوجيا القذائف        | 1991                | 1995               |
|             | يونسكو                             | 13 أغسطس 1948       | 21 أبريل 1954      |

## أعلام
هذه قائمة لبعض الشخصيات التي تربطها علاقات بالبلدين:
- آنا نيتريبكو (18 سبتمبر 1971[25][26][27] – )
- ألكسندر فان دير بيلين (رئيس النمسا الحالي، 18 يناير 1944[28] – )
- شمعون أرشيدوق النمسا (29 يونيو 1958 – )
- مارغو كليستل-وفلر (دبلوماسية نمساوية، 4 مارس 1954 – )
- يوري روديونوف (لاعب كرة مضرب نمساوي، 16 مايو 1999 – )

## وصلات خارجية
- موقع وزارة الخارجية النمساوية
- موقع وزارة الخارجية الروسية